# CWアンダーソン
CWアンダーソン（C. W. Anderson、1971年1月7日 - ）は、アメリカ合衆国のプロレスラー。
本名、クリス・ライト（Chris Wright）、ノースカロライナ州ローリー出身。
リングネームの「CW」は本名の頭文字から取った。両手でCWの文字を表現することがトレードマークである。

## 来歴
高校生時代、野球で活躍し1989年にサンディエゴ・パドレスからドラフト指名を受けるも入団拒否し、大学進学を選んだ。大学ではコンピューティングを専攻し、野球とソフトボールに励んだ。大学在学時に卒業後の進路を悩んでいたところ、友人達がプロレスラーを目指していることを知り、ライトもプロレスラーになることを決意した。
1992年、地元であるノースカロライナ州のインディー団体にてマスクマンギミックであるエル・チコ（El Chico）のリングネームでプロレスラーデビュー。各地のインディー団体で活動中に風貌とレスリング技術が1960年代から1970年代にかけて一世を風靡したアンダーソン兄弟に似ていたことからアンダーソン・ファミリーの一員というギミックで、リングネームを現在でも使われているCWアンダーソン（C. W. Anderson）へと変更。パット・アンダーソンとアンダーソンズ（The Andersons）なるタッグチームを結成し、活動。1996年にNWA世界タッグ王座を獲得している。また、同年にはレスリングスクール、アンダーソン・アカデミー（The Anderson Academy）を開校。
1999年、ECWと契約を交わし入団。ライトの知名度を一気に広めることになり、ECW崩壊まで第一線で活躍した。2001年1月7日、ECW最後のPPVであるGuilty as Chargedではトミー・ドリーマーと1985年にWCWのPPVであるStarrcadeで行われたマグナムTA vs タリー・ブランチャードに基づいたアイクイット・マッチを行った。結果はアンダーソンの敗戦。
ECW崩壊後は再び各地のインディー団体で活動することになるが、2002年4月に日本の団体であるプロレスリングZERO-ONE（後のZERO1）に参戦。天下一ジュニアトーナメントに出場。日本への活動はZERO1を中心に、ハッスルなどに定期参戦している。ECWで共に活動したスティーブ・コリノとタッグを組むことが多かった。
2004年、WWEに参戦。ダークマッチとVelocityでの出場が中心となっていたが、2005年にECWリユニオンショーであるPPV、One Night Stand 2005が行われたことにより、ECW復活の兆しが見えてきたことにより2006年より正式を契約交わし、クリストファー・W・アンダーソン（Christopher W. Anderson）というリングネームでWWE内で復活したECWを中心にECWオリジナルズの一員として出場機会が増えるが、大半がジョバーでの役目であった。
WWE解雇後は世界各地のインディー団体で活動。2005年にはECWリユニオンショーであるHardcore Homecomingに出場し、2010年にはTNAのECWリユニオンショーPPV、ハードコアジャスティスに参戦。2・コールド・スコーピオと対戦し、敗戦。2011年11月にインディー団体であるAWE（Awesome Wrestling Enteratinment）のPPV、Night of the Legendsにてペリー・サターンの復帰戦の相手を務めた。
2020年6月21日、自身のフェイスブックで現役引退を表明した。

## 得意技
スピニング・スパインバスター
フィニッシャー
アンダーソン・レフト
レフト・ノックアウトパンチ
アンダーソン・トラディション
シザース・アームバー
シングルアームDDT
スーパーキック

## タイトル
NWA
- NWA世界タッグ王座 : 1回

w / パット・アンダーソン
ZERO1
- NWA UNヘビー級王座 : 1回
- NWAインターコンチネンタルタッグ王座 : 1回

w / スティーブ・コリノ
その他、世界各地のインディー団体のタイトルを多数獲得。